# Temporada 2025 del Campeonato Brasileño de Moto 1000 GP
La temporada 2025 del Campeonato Brasileño de Moto 1000 GP es la 8.ª edición del Moto 1000 GP y la 15.ª edición del Campeonato Brasileño de Motovelicidade.
El "Campeonato Brasileño de Moto 1000 GP" es la principal categoría de motociclismo en Brasil junto con Campeonato Brasileño de Superbikes. Fue creado en 2011. y ha sido gestionado desde su fundación por la empresa de Alex Barros.
Una superbike (abreviado a menudo como SBK) es un tipo de motocicleta que se utiliza en competiciones de motociclismo de velocidad, entre ellas el Campeonato Mundial de Superbikes y el Campeonato Mundial de Motociclismo de Resistencia. A diferencia de las motocicletas usadas en el Campeonato Mundial de Motociclismo, las superbikes deben ser modelos derivados de los de serie. Esto las hace menos costosas de desarrollar y mantener, por lo cual varios campeonatos nacionales de motociclismo de velocidad se disputan con ellas.
Para que las marcas de motocicletas puedan usar sus motocicletas en los campeonatos, deben primero homologarlas y vender una cierta cantidad de unidades al público. Según el campeonato, se permite la modificación de suspensiones, frenos y ruedas. Los motores son de alta cilindrada: entre 850 y 1200 cc para motores bicilíndricos, y entre 750 y 1000 cc para los de cuatro cilindros. Hasta mediados de la década de 1990, también se permitieron motores de dos tiempos en lugar de cuatro tiempos, en este caso de hasta 500 cc de cilindrada.

## Calendario
| Ronda | Fecha           | Gran Premio                        | Circuito                                     | Ciudad                | Horário | Info  |
| ----- | --------------- | ---------------------------------- | -------------------------------------------- | --------------------- | ------- | ----- |
| 1     | 6 de abril      | Grande Prêmio de Cascavel          | Autódromo Zilmar Beux                        | Cascavel, PR          | 12h10   | [ 1 ] |
| 2     | 18 de mayo      | Grande Prêmio Curvelo              | Circuito dos Cristais                        | Curvelo, MG           | 14h00   | [ 2 ] |
| 3     | 8 de junio      | Grande Prêmio de Interlagos        | Autódromo José Carlos Pace                   | São Paulo, SP         | 13h00   | [ 3 ] |
| 4     | 3 de agosto     | Grande Prêmio dos Cristais         | Circuito dos Cristais                        | Curvelo, MG           | 12h10   | [ 4 ] |
| 5     | 31 de agosto    | Grande Prêmio do Paraná            | Autódromo Zilmar Beux                        | Cascavel, PR          | 13h10   | [ 5 ] |
| 6     | 5 de octubre    | Grande Prêmio de Santa Cruz do Sul | Autódromo Internacional de Santa Cruz do Sul | Santa Cruz do Sul, RS | 13h38   | [ 6 ] |
| 7     | 26 de octubre   | Grande Prêmio de Goiânia           | Autódromo Ayrton Senna                       | Goiânia, GO           | 15h05   | [ 7 ] |
| 8     | 30 de noviembre | Grande Prêmio de São Paulo         | Autódromo José Carlos Pace                   | São Paulo, SP         | 10h40   | [ 8 ] |

## Equipos y pilotos

### GP 1000
| Equipe                             | Construtor | Moto                  | Pneu | N.° | Nome do piloto                   | Rodada |
| ---------------------------------- | ---------- | --------------------- | ---- | --- | -------------------------------- | ------ |
| Agem Racing                        | BMW        | BMW S1000RR           | P    | 1   | Ramiro Gandola                   | Todas  |
| Ipiranga Bioleve Camargo Racing    | Kawasaki   | Kawasaki Ninja ZX-10R | P    | 77  | Théo Manna                       | Todas  |
| Bieffe Racing Team/Triumph/Castrol | Triumph    | Triumph               | P    | 69  | Ricardo Fox                      | 2      |
| César Barros Racing                | Ducati     | Ducati Panigale V4 R  | P    | 94  | Matthieu Lussiana                | Todas  |
| César Barros Racing                | Ducati     | Ducati Panigale V4 R  | P    | 88  | Eduardo Burr (YAM)               | Todas  |
| BG Race Team                       | BMW        | BMW S1000RR           | P    | 55  | Mauro Passarino                  | Todas  |
| Team Castrol                       | BMW        | BMW S1000RR           | P    | 12  | Joélsu Mitiko                    | 1      |
| Team Castrol                       | BMW        | BMW S1000RR           | P    | 51  | Agustín Donatti                  | Todas  |
| Team Castrol                       | BMW        | BMW S1000RR           | P    | 21  | Marcelo Miarelli                 | 2      |
| Team Castrol                       | BMW        | BMW S1000RR           | P    | 8   | Diego Hilel                      | 2      |
| W2V Motosports                     | BMW        | BMW S1000RR           | P    | 71  | Sebastián Salom                  | Todas  |
| Xmotox                             | BMW        | BMW S1000RR           | P    | 39  | Paulo Grochoski                  | 2      |
| PRT - Pitico Race Team             | BMW        | BMW S1000RR           | P    | 19  | Adolfo Maciel                    | Todas  |
| Sport Plus Racing                  | BMW        | BMW S1000RR           | P    | 56  | Júlio Fortunato                  | Todas  |
| Sport Plus Racing                  | BMW        | BMW S1000RR           | P    | 99  | Wesley Lima                      | Todas  |
| Pioneiro Motonil Motors            | Kawasaki   | Kawasaki Ninja ZX-10R | P    | 89  | Manow Martins                    | Todas  |
| Pioneiro Motonil Motors            | Kawasaki   | Kawasaki Ninja ZX-10R | P    | 58  | Gustavo Silveira “Gão”           | 1      |
| Motobel Brothers                   | Honda      | Honda CBR 1000RR      | P    | 85  | Eduardo Marques HON              | Todas  |
| Motobel Brothers                   | Honda      | Honda CBR 1000RR      | P    | 10  | Gleidson Matsubara “Babinha” BMW | Todas  |
| Moto3 Racing Team                  | BMW        | BMW S1000RR           | P    | 47  | Renê Ferreira                    | Todas  |
| Moto3 Racing Team                  | BMW        | BMW S1000RR           | P    | 26  | Alex Barbosa                     | Todas  |
| Team Brasil                        | BMW        | BMW S1000RR           | P    | 13  | Luís Ferraz                      | Todas  |
| NRT                                | Kawasaki   | Kawasaki Ninja ZX-10R | P    | 27  | Thiago Fonseca                   | Todas  |
| Fucinho Racing                     | Kawasaki   | Kawasaki Ninja ZX-10R | P    | 7   | Mauro Monstrão                   | 1      |

| Legenda             |
| ------------------- |
| Piloto da Temporada |
| Piloto Convidado    |
| Piloto Substituto   |

### GP 600
| Equipe                  | Construtor | Moto                         | Pneu | N.° | Nome do piloto         | Rodada |
| ----------------------- | ---------- | ---------------------------- | ---- | --- | ---------------------- | ------ |
| M78 Academy             | Yamaha     | Yamaha YZF-R6                | P    | 12  | Humberto Maier         | 1      |
| Fascinelli Racing       | Kawasaki   | Kawasaki Ninja ZX-6R         | P    | 13  | João Fascinelli        | Todas  |
| Club Trackday           | Kawasaki   | Kawasaki Ninja ZX-6R         | P    | 6   | Emilio Anthony         | 2      |
| Pioneiro Motonil Motors | Kawasaki   | Kawasaki Ninja ZX-6R         | P    | 16  | Alex Oliveira KAWA     | Todas  |
| Pioneiro Motonil Motors | Kawasaki   | Kawasaki Ninja ZX-6R         | P    | 3   | Iovandes Natural TRI   | Todas  |
| Bieffe Racing Team      | Triumph    | Triumph Street Triple 765 RS | P    | 42  | Ricieri Luvizotto      | Todas  |
| Bieffe Racing Team      | Triumph    | Triumph Street Triple 765 RS | P    | 69  | Ricardo Fox            | 1      |
| Team Castrol            | Honda      | Honda CBR 600RR              | P    | 51  | Emilio Lancioni        | Todas  |
| DRT Racing Team         | Yamaha     | Yamaha YZF-R6                | P    | 79  | Diego Haddad           | Todas  |
| Genesis Race            | Kawasaki   | Kawasaki Ninja ZX-6R         | P    | 54  | Pedro Foroni KAWA      | 1      |
| Genesis Race            | Kawasaki   | Kawasaki Ninja ZX-6R         | P    | 19  | Paulo Foroni TRI       | Todas  |
| Motorbike               | Kawasaki   | Kawasaki Ninja ZX-6R         | P    | 57  | William Maik           | 1      |
| Sport Plus Racing       | Triumph    |                              | P    | 99  | Marcos Fortunato       | Todas  |
| BG Race Team            | Kawasaki   | Kawasaki Ninja ZX-6R         | P    | 87  | Gérson Caleb Daza      | Todas  |
| Kings Garage            | Kawasaki   | Kawasaki Ninja ZX-6R         | P    | 55  | Edson Dionízio         | 2      |
| W2V Motosports          | Kawasaki   | Kawasaki Ninja ZX-6R         | P    | 43  | Antony Mendes          | Todas  |
| César Barros Racing     | Kawasaki   | Kawasaki Ninja ZX-6R         | P    | 34  | Vaguiner Trindade      | Todas  |
| Claiton Motos           | Kawasaki   | Kawasaki Ninja ZX-6R         | P    | 98  | Guilherme Krampe       | 1      |
| PRT - Pitico Race Team  | Kawasaki   | Kawasaki Ninja ZX-6R         | P    | 76  | Hilton Loureiro        | Todas  |
| PRT - Pitico Race Team  | Kawasaki   | Kawasaki Ninja ZX-6R         | P    | 17  | Flávio Trevizan        | Todas  |
| PRT - Pitico Race Team  | Kawasaki   | Kawasaki Ninja ZX-6R         | P    | 18  | Guto Figueiredo        | Todas  |
| PRT - Pitico Race Team  | Kawasaki   | Kawasaki Ninja ZX-6R         | P    | 77  | Marcos Kawasaki        | Todas  |
| PRT - Pitico Race Team  | Yamaha     | Yamaha YZF-R6                | P    | 28  | Pablo Nunes Moysés YAM | Todas  |

| Legenda             |
| ------------------- |
| Piloto da Temporada |
| Piloto Convidado    |
| Piloto Substituto   |

### Motul 300V Cup
| Equipe               | Construtor | Moto          | Pneu | N.° | Nome do piloto            | Rodada |
| -------------------- | ---------- | ------------- | ---- | --- | ------------------------- | ------ |
| Copeland Motorsports | KTM        | KTM RC 390 R  | P    | 1   | Lorenzo Venutti           | Todas  |
| Copeland Motorsports | KTM        | KTM RC 390 R  | P    | 4   | Arnau Martínez            | Todas  |
| DRT Racing Team      | Yamaha     | Yamaha YZF-R3 | P    | 79  | Diego Haddad              | Todas  |
| Fascinelli Racing    | Yamaha     | Yamaha YZF-R3 | P    | 35  | Wilson Chefinho           | 2      |
| Fascinelli Racing    | Yamaha     | Yamaha YZF-R3 | P    | 2   | Gustavo Turner            | 2      |
| RBR Racing Team      | Yamaha     | Yamaha YZF-R3 | P    | 83  | Júnio Nascimento          | Todas  |
| RBR Racing Team      | Yamaha     | Yamaha YZF-R3 | P    | 00  | Raphael Motta             | 2      |
| 040 Race Team        | Yamaha     | Yamaha YZF-R3 | P    | 8   | Kadu Araújo               | 2      |
| WB Racing 016        | Yamaha     | Yamaha YZF-R3 | P    | 33  | Alex Bernardes            | Todas  |
| Team Brasil          | Yamaha     | Yamaha YZF-R3 | P    | 71  | Jonathas Galvão           | 1      |
| Ayres Filho Racing   | Yamaha     | Yamaha YZF-R3 | P    | 17  | Ayres Filho               | 2      |
| Sport Plus Racing    | Yamaha     | Yamaha YZF-R3 | P    | 30  | Douglas Russo             | Todas  |
| Rainhas Sugai Racing | Yamaha     | Yamaha YZF-R3 | P    | 22  | Fany Fontegno             | Todas  |
| BCR Racing           | Yamaha     | Yamaha YZF-R3 | P    | 9   | Mariana Bubulla Francatto | 2      |
| BG Race Team         | Yamaha     | Yamaha YZF-R3 | P    | 23  | Helena Oregana            | Todas  |
| BG Race Team         | Yamaha     | Yamaha YZF-R3 | P    | 38  | Júnio Bereta              | Todas  |
| BG Race Team         | Yamaha     | Yamaha YZF-R3 | P    | 25  | Matheus Silva             | 1      |
| AWF Race Team        | Yamaha     | Yamaha YZF-R3 | P    | 40  | Cauã Rocha                | Todas  |
| AWF Race Team        | Yamaha     | Yamaha YZF-R3 | P    | 75  | Vladimir Corrêa           | Todas  |
| AWF Race Team        | Yamaha     | Yamaha YZF-R3 | P    | 28  | Elton Azevedo             | Todas  |

| Legenda             |
| ------------------- |
| Piloto da Temporada |
| Piloto Convidado    |
| Piloto Substituto   |

### Triumph Daytona 660 Cup
Lista de pilotos registrados
| Equipe                  | Construtor | Moto                | Pneu | N.° | Nome do piloto                              | Rodada |
| ----------------------- | ---------- | ------------------- | ---- | --- | ------------------------------------------- | ------ |
| W2V Motorsport          | Triumph    | Triumph Daytona 660 | P    | 2   | Hebert Pereira                              | Todas  |
| W2V Motorsport          | Triumph    | Triumph Daytona 660 | P    | 20  | Abel Watson Sauerbronn                      | Todas  |
| PRT Racing Team         | Triumph    | Triumph Daytona 660 | P    | 87  | Flávio Trevizan                             | Todas  |
| César Barros Racing     | Triumph    | Triumph Daytona 660 | P    | 8   | Thiago Rivera                               | Todas  |
| César Barros Racing     | Triumph    | Triumph Daytona 660 | P    | 33  | Cléber Ferreira de Araújo                   | Todas  |
| Cajuru Racing           | Triumph    | Triumph Daytona 660 | P    | 10  | Pedro Santos Melo                           | Todas  |
| Cajuru Racing           | Triumph    | Triumph Daytona 660 | P    | 64  | Lincoln Camilo da Silva                     | Todas  |
| BG Racing Team          | Triumph    | Triumph Daytona 660 | P    | 11  | Leonardo Henrique Menezes Sislo "Léo Henry" | Todas  |
| BG Racing Team          | Triumph    | Triumph Daytona 660 | P    | 77  | Geovani Batalha de Araujo                   | Todas  |
| Fascinelli Racing       | Triumph    | Triumph Daytona 660 | P    | 13  | João Fascinelli                             | Todas  |
| Pioneiro Motonil Motors | Triumph    | Triumph Daytona 660 | P    | 21  | Lucas Cabral de Bessa                       | Todas  |
| Pioneiro Motonil Motors | Triumph    | Triumph Daytona 660 | P    | 41  | Cauã Buzo                                   | Todas  |
| Projeto P1              | Triumph    | Triumph Daytona 660 | P    | 36  | Kaká Fumaça                                 | Todas  |
| Kavo Racing Team        | Triumph    | Triumph Daytona 660 | P    | 12  | Olimpio Antônio Filho                       | Todas  |
| Kavo Racing Team        | Triumph    | Triumph Daytona 660 | P    | 23  | Vicente Flores Arteaga                      | Todas  |
| Kavo Racing Team        | Triumph    | Triumph Daytona 660 | P    | 84  | Alberto José Braga Mendes "Beto"            | Todas  |
| Brothers Racing Team    | Triumph    | Triumph Daytona 660 | P    | 71  | Welber Barros                               | Todas  |
| Club Trackday           | Triumph    | Triumph Daytona 660 | P    | 72  | Rafael Yashiki Capua                        | Todas  |
| Colorado Racing Team    | Triumph    | Triumph Daytona 660 | P    | 17  | Ayres Filho                                 | Todas  |
| Colorado Racing Team    | Triumph    | Triumph Daytona 660 | P    | 27  | Alexandre de Oliveira "Colorado"            | Todas  |
| Colorado Racing Team    | Triumph    | Triumph Daytona 660 | P    | 76  | Anderson Felipe Antônio                     | Todas  |
| DRT Racing Team         | Triumph    | Triumph Daytona 660 | P    | 4   | Tiago Crespo                                | Todas  |
| DRT Racing Team         | Triumph    | Triumph Daytona 660 | P    | 7   | Cauã Rodrigues                              | Todas  |
| DRT Racing Team         | Triumph    | Triumph Daytona 660 | P    | 63  | Maurício Cassiano Marques                   | Todas  |
| DRT Racing Team         | Triumph    | Triumph Daytona 660 | P    | 82  | Fabricio Zamperetti                         | Todas  |

| Legenda             |
| ------------------- |
| Piloto da Temporada |
| Piloto Convidado    |
| Piloto Substituto   |

### Yamalube R3 bLU cRU Cup América Latina - Categoría Talent
| Equipe             | Construtor | Moto          | Pneu | N.° | Nome do piloto          | Rodada |
| ------------------ | ---------- | ------------- | ---- | --- | ----------------------- | ------ |
| Misano Racing Team | Yamaha     | Yamaha YZF-R3 | P    | 9   | Leonardo Marques Barbim | Todas  |
| Misano Racing Team | Yamaha     | Yamaha YZF-R3 | P    | 64  | Valentino Milone        | Todas  |
| Phoenix Racing     | Yamaha     | Yamaha YZF-R3 | P    | 32  | Valentín Valor          | Todas  |
| Phoenix Racing     | Yamaha     | Yamaha YZF-R3 | P    | 11  | Santiago Gossa          | Todas  |
| Veronez Racing     | Yamaha     | Yamaha YZF-R3 | P    | 78  | Heitor Ourinho          | Todas  |
| Veronez Racing     | Yamaha     | Yamaha YZF-R3 | P    | 86  | José María Plaja        | Todas  |
| Racing Technology  | Yamaha     | Yamaha YZF-R3 | P    | 10  | Vítor Hugo              | Todas  |
| Racing Technology  | Yamaha     | Yamaha YZF-R3 | P    | 8   | Matías Sebastián        | Todas  |
| Bieffe Racing Team | Yamaha     | Yamaha YZF-R3 | P    | 40  | Cauã Nunes Rocha        | Todas  |
| Bieffe Racing Team | Yamaha     | Yamaha YZF-R3 | P    | 89  | Guilherme Baron         | Todas  |
| Rangoni Motorsport | Yamaha     | Yamaha YZF-R3 | P    | 33  | Gustavo Moronari        | Todas  |
| Rangoni Motorsport | Yamaha     | Yamaha YZF-R3 | P    | 21  | Pedro Matuti            | Todas  |
| Solaris Motorsport | Yamaha     | Yamaha YZF-R3 | P    | 7   | Cauã Rodrigues          | Todas  |
| Solaris Motorsport | Yamaha     | Yamaha YZF-R3 | P    | 42  | Murilo Gomes            | Todas  |
| Hartmann Racing    | Yamaha     | Yamaha YZF-R3 | P    | 75  | Patrício Celi           | Todas  |
| Hartmann Racing    | Yamaha     | Yamaha YZF-R3 | P    | 76  | Gustavo Monis           | Todas  |
| TRAC Team          | Yamaha     | Yamaha YZF-R3 | P    | 14  | João Teixeira           | Todas  |
| TRAC Team          | Yamaha     | Yamaha YZF-R3 | P    | 77  | Jerónimo González       | Todas  |
| Dinamic Team       | Yamaha     | Yamaha YZF-R3 | P    | 20  | Benjamín Peralta        | Todas  |
| Dinamic Team       | Yamaha     | Yamaha YZF-R3 | P    | 25  | Gustavo Viana           | Todas  |

| Legenda             |
| ------------------- |
| Piloto da Temporada |
| Piloto Convidado    |
| Piloto Substituto   |

### Yamalube R3 bLU cRU Cup América Latina - Categoría PRO
| Equipe             | Construtor | Moto          | Pneu | N.° | Nome do piloto       | Rodada |
| ------------------ | ---------- | ------------- | ---- | --- | -------------------- | ------ |
| Solaris Motorsport | Yamaha     | Yamaha YZF-R3 | P    | 3   | Wellington Bernardes | Todas  |
| Solaris Motorsport | Yamaha     | Yamaha YZF-R3 | P    | 52  | Sebastián Zaffanella | 1      |
| Solaris Motorsport | Yamaha     | Yamaha YZF-R3 | P    | 12  | Thiago Crespo        | 2      |
| Sport Plus Racing  | Yamaha     | Yamaha YZF-R3 | P    | 80  | Frank Carreño        | Todas  |
| Sport Plus Racing  | Yamaha     | Yamaha YZF-R3 | P    | 95  | Evandro Neder        | Todas  |
| Hartmann Racing    | Yamaha     | Yamaha YZF-R3 | P    | 22  | Alex Schultz         | Todas  |
| Hartmann Racing    | Yamaha     | Yamaha YZF-R3 | P    | 82  | Fabrício Zamperetti  | Todas  |
| Roma Racing Team   | Yamaha     | Yamaha YZF-R3 | P    | 27  | Bruno Ribeiro        | Todas  |
| Roma Racing Team   | Yamaha     | Yamaha YZF-R3 | P    | 92  | Bruno Brito          | Todas  |
| Dinamic Team       | Yamaha     | Yamaha YZF-R3 | P    | 26  | Édson Barreto        | Todas  |
| Dinamic Team       | Yamaha     | Yamaha YZF-R3 | P    | 18  | Elvis Machado        | 1      |
| Dinamic Team       | Yamaha     | Yamaha YZF-R3 | P    | 63  | Hassen David         | 2      |
| BG Race Team       | Yamaha     | Yamaha YZF-R3 | P    | 1   | Iván López           | Todas  |
| BG Race Team       | Yamaha     | Yamaha YZF-R3 | P    | 38  | Júnio Bereta         | Todas  |
| Phoenix Racing     | Yamaha     | Yamaha YZF-R3 | P    | 87  | Jonas Vieira         | Todas  |
| Phoenix Racing     | Yamaha     | Yamaha YZF-R3 | P    | 44  | Marcelo Borghesi     | Todas  |
| Motostar Racing    | Yamaha     | Yamaha YZF-R3 | P    | 84  | Alex Fernandes       | Todas  |
| Motostar Racing    | Yamaha     | Yamaha YZF-R3 | P    | 37  | Raphael Lopes        | Todas  |
| Racing Technology  | Yamaha     | Yamaha YZF-R3 | P    | 24  | Nathália Ochoa       | Todas  |
| Racing Technology  | Yamaha     | Yamaha YZF-R3 | P    | 2   | Thiago Gonçalves     | Todas  |
| Rangoni Motorsport | Yamaha     | Yamaha YZF-R3 | P    | 47  | Ítalo Santana        | Todas  |
| Rangoni Motorsport | Yamaha     | Yamaha YZF-R3 | P    | 83  | Cristiano Cabral     | Todas  |

| Legenda             |
| ------------------- |
| Piloto da Temporada |
| Piloto Convidado    |
| Piloto Substituto   |

### Yamalube R15 bLU cRU Cup América Latina
| Equipe             | Construtor | Moto           | Pneu | N.° | Nome do piloto    | Rodada |
| ------------------ | ---------- | -------------- | ---- | --- | ----------------- | ------ |
| Bieffe Racing Team | Yamaha     | Yamaha YZF-R15 | P    | 13  | Yan Garcia        | Todas  |
| Bieffe Racing Team | Yamaha     | Yamaha YZF-R15 | P    | 23  | Matías Alvarez    | Todas  |
| Veronez Racing     | Yamaha     | Yamaha YZF-R15 | P    | 96  | Miguel Garcia     | Todas  |
| Veronez Racing     | Yamaha     | Yamaha YZF-R15 | P    | 10  | Bernardo Franzino | Todas  |
| Team Brasil        | Yamaha     | Yamaha YZF-R15 | P    | 12  | Enzo Ximenes      | Todas  |
| Team Brasil        | Yamaha     | Yamaha YZF-R15 | P    | 11  | Pedro Melo        | Todas  |
| TRAC Team          | Yamaha     | Yamaha YZF-R15 | P    | 99  | Willian Santos    | Todas  |
| TRAC Team          | Yamaha     | Yamaha YZF-R15 | P    | 51  | Enzo Laranjeira   | Todas  |
| Ricco Motorsport   | Yamaha     | Yamaha YZF-R15 | P    | 41  | Murilo Miwa       | Todas  |
| Ricco Motorsport   | Yamaha     | Yamaha YZF-R15 | P    | 82  | Pedro Ferreira    | Todas  |
| Misano Racing Team | Yamaha     | Yamaha YZF-R15 | P    | 93  | Cristóbal Carreño | Todas  |
| Misano Racing Team | Yamaha     | Yamaha YZF-R15 | P    | 8   | Cristóbal Riveros | Todas  |
| Lovell Motorsport  | Yamaha     | Yamaha YZF-R15 | P    | 25  | Cauã Santos       | Todas  |
| Lovell Motorsport  | Yamaha     | Yamaha YZF-R15 | P    | 28  | Kaio de Luca      | Todas  |

| Legenda             |
| ------------------- |
| Piloto da Temporada |
| Piloto Convidado    |
| Piloto Substituto   |

## Resultados

### GP 1000
| Ronda | Ronda | Circuito                           | Fecha           | Pole Position                                          | Vuelta rápida                                          | Piloto ganador                                         | Equipo ganador                                         | Constructor                                            | Ref.   |
| ----- | ----- | ---------------------------------- | --------------- | ------------------------------------------------------ | ------------------------------------------------------ | ------------------------------------------------------ | ------------------------------------------------------ | ------------------------------------------------------ | ------ |
| 1     | R1    | Grande Prêmio de Cascavel          | 6 de abril      | Ramiro Gandola                                         | Mauro Passarino                                        | Ramiro Gandola                                         | Agem Racing                                            | BMW                                                    | [ 11 ] |
| 1     | R2    | Grande Prêmio de Cascavel          | 6 de abril      | Théo Manna                                             | Mathieu Lussiana                                       | Ramiro Gandola                                         | Agem Racing                                            | BMW                                                    | [ 12 ] |
| 2     | R1    | Grande Prêmio Curvelo              | 18 de mayo      | Théo Manna                                             | Ramiro Gandola                                         | Ramiro Gandola                                         | Agem Racing                                            | BMW                                                    | [ 14 ] |
| 2     | R2    | Grande Prêmio Curvelo              | 18 de mayo      | Théo Manna                                             | Mauro Passarino                                        | Ramiro Gandola                                         | Agem Racing                                            | BMW                                                    | [ 15 ] |
| 3     | R1    | Grande Prêmio de Interlagos        | 8 de junio      | Ramiro Gandola                                         | Mauro Passarino                                        | Mauro Passarino                                        | BG Race Team                                           | BMW                                                    |        |
| 3     | R2    | Grande Prêmio de Interlagos        | 8 de junio      | Mauro Passarino                                        | Théo Manna                                             | Mauro Passarino                                        | BG Race Team                                           | BMW                                                    |        |
| 4     | R1    | Grande Prêmio dos Cristais         | 3 de agosto     | Carreras canceladas por el fallecimiento de Peri Cunha | Carreras canceladas por el fallecimiento de Peri Cunha | Carreras canceladas por el fallecimiento de Peri Cunha | Carreras canceladas por el fallecimiento de Peri Cunha | Carreras canceladas por el fallecimiento de Peri Cunha | [ 17 ] |
| 4     | R2    | Grande Prêmio dos Cristais         | 3 de agosto     | Carreras canceladas por el fallecimiento de Peri Cunha | Carreras canceladas por el fallecimiento de Peri Cunha | Carreras canceladas por el fallecimiento de Peri Cunha | Carreras canceladas por el fallecimiento de Peri Cunha | Carreras canceladas por el fallecimiento de Peri Cunha | [ 18 ] |
| 5     | R1    | Grande Prêmio do Paraná            | 31 de agosto    |                                                        |                                                        |                                                        |                                                        |                                                        |        |
| 5     | R2    | Grande Prêmio do Paraná            | 31 de agosto    |                                                        |                                                        |                                                        |                                                        |                                                        |        |
| 6     | R1    | Grande Prêmio de Santa Cruz do Sul | 5 de octubre    |                                                        |                                                        |                                                        |                                                        |                                                        |        |
| 6     | R2    | Grande Prêmio de Santa Cruz do Sul | 5 de octubre    |                                                        |                                                        |                                                        |                                                        |                                                        |        |
| 7     | R1    | Grande Prêmio de Goiânia           | 26 de octubre   |                                                        |                                                        |                                                        |                                                        |                                                        |        |
| 7     | R2    | Grande Prêmio de Goiânia           | 26 de octubre   |                                                        |                                                        |                                                        |                                                        |                                                        |        |
| 8     | R1    | Grande Prêmio de São Paulo         | 30 de noviembre |                                                        |                                                        |                                                        |                                                        |                                                        |        |
| 8     | R2    | Grande Prêmio de São Paulo         | 30 de noviembre |                                                        |                                                        |                                                        |                                                        |                                                        |        |

### GP 600
| Ronda | Circuito                           | Fecha           | Pole Position                                        | Vuelta rápida                                        | Piloto ganador                                       | Equipo ganador                                       | Constructor                                          | Ref.   |
| ----- | ---------------------------------- | --------------- | ---------------------------------------------------- | ---------------------------------------------------- | ---------------------------------------------------- | ---------------------------------------------------- | ---------------------------------------------------- | ------ |
| 1     | Grande Prêmio de Cascavel          | 6 de abril      | Humberto Maier                                       | Alex Oliveira                                        | Humberto Maier                                       | M78 Academy                                          | Yamaha                                               | [ 19 ] |
| 2     | Grande Prêmio Curvelo              | 18 de mayo      | João Fascinelli                                      | Alex Oliveira                                        | João Fascinelli                                      | Fascinelli Racing                                    | Kawasaki                                             | [ 21 ] |
| 3     | Grande Prêmio de Interlagos        | 8 de junio      | Humberto Maier                                       | Alex Oliveira                                        | Humberto Maier                                       | M78 Academy                                          | Yamaha                                               |        |
| 4     | Grande Prêmio dos Cristais         | 3 de agosto     | Carrera cancelada por el fallecimiento de Peri Cunha | Carrera cancelada por el fallecimiento de Peri Cunha | Carrera cancelada por el fallecimiento de Peri Cunha | Carrera cancelada por el fallecimiento de Peri Cunha | Carrera cancelada por el fallecimiento de Peri Cunha | [ 23 ] |
| 5     | Grande Prêmio do Paraná            | 31 de agosto    |                                                      |                                                      |                                                      |                                                      |                                                      |        |
| 6     | Grande Prêmio de Santa Cruz do Sul | 5 de octubre    |                                                      |                                                      |                                                      |                                                      |                                                      |        |
| 7     | Grande Prêmio de Goiânia           | 26 de octubre   |                                                      |                                                      |                                                      |                                                      |                                                      |        |
| 8     | Grande Prêmio de São Paulo         | 30 de noviembre |                                                      |                                                      |                                                      |                                                      |                                                      |        |

### Motul 300V Cup
| Ronda | Circuito                           | Fecha           | Pole Position                                        | Vuelta rápida                                        | Piloto ganador                                       | Equipo ganador                                       | Constructor                                          | Ref.   |
| ----- | ---------------------------------- | --------------- | ---------------------------------------------------- | ---------------------------------------------------- | ---------------------------------------------------- | ---------------------------------------------------- | ---------------------------------------------------- | ------ |
| 1     | Grande Prêmio de Cascavel          | 6 de abril      | Cauã Rocha                                           | Cauã Rocha                                           | Cauã Rocha                                           | AWF Race Team                                        | Yamaha                                               | [ 24 ] |
| 2     | Grande Prêmio Curvelo              | 18 de mayo      | Cauã Rocha                                           | Cauã Rocha                                           | Cauã Rocha                                           | AWF Race Team                                        | Yamaha                                               | [ 26 ] |
| 3     | Grande Prêmio de Interlagos        | 8 de junio      | Cauã Rocha                                           | Cauã Rocha                                           | Cauã Rocha                                           | AWF Race Team                                        | Yamaha                                               |        |
| 4     | Grande Prêmio dos Cristais         | 3 de agosto     | Carrera cancelada por el fallecimiento de Peri Cunha | Carrera cancelada por el fallecimiento de Peri Cunha | Carrera cancelada por el fallecimiento de Peri Cunha | Carrera cancelada por el fallecimiento de Peri Cunha | Carrera cancelada por el fallecimiento de Peri Cunha | [ 28 ] |
| 5     | Grande Prêmio do Paraná            | 31 de agosto    |                                                      |                                                      |                                                      |                                                      |                                                      |        |
| 6     | Grande Prêmio de Santa Cruz do Sul | 5 de octubre    |                                                      |                                                      |                                                      |                                                      |                                                      |        |
| 7     | Grande Prêmio de Goiânia           | 26 de octubre   |                                                      |                                                      |                                                      |                                                      |                                                      |        |
| 8     | Grande Prêmio de São Paulo         | 30 de noviembre |                                                      |                                                      |                                                      |                                                      |                                                      |        |

### Triumph Daytona 660 Cup
| Ronda | Circuito                           | Fecha           | Pole Position                                        | Vuelta rápida                                        | Piloto ganador                                       | Equipo ganador                                       | Constructor                                          | Ref.   |
| ----- | ---------------------------------- | --------------- | ---------------------------------------------------- | ---------------------------------------------------- | ---------------------------------------------------- | ---------------------------------------------------- | ---------------------------------------------------- | ------ |
| 1     | Grande Prêmio de Cascavel          | 6 de abril      | Pedro Balla                                          | Pedro Balla                                          | Kaká Fumaça                                          | Projeto P1                                           | Triumph                                              | [ 29 ] |
| 2     | Grande Prêmio Curvelo              | 18 de mayo      | Pedro Balla                                          | Pedro Balla                                          | Pedro Balla                                          | Cajuru Racing                                        | Triumph                                              | [ 31 ] |
| 3     | Grande Prêmio de Interlagos        | 8 de junio      | Pedro Balla                                          | Cauã Rodrigues                                       | Pedro Balla                                          | Cajuru Racing                                        | Triumph                                              |        |
| 4     | Grande Prêmio dos Cristais         | 3 de agosto     | Carrera cancelada por el fallecimiento de Peri Cunha | Carrera cancelada por el fallecimiento de Peri Cunha | Carrera cancelada por el fallecimiento de Peri Cunha | Carrera cancelada por el fallecimiento de Peri Cunha | Carrera cancelada por el fallecimiento de Peri Cunha | [ 33 ] |
| 5     | Grande Prêmio do Paraná            | 31 de agosto    |                                                      |                                                      |                                                      |                                                      |                                                      |        |
| 6     | Grande Prêmio de Santa Cruz do Sul | 5 de octubre    |                                                      |                                                      |                                                      |                                                      |                                                      |        |
| 7     | Grande Prêmio de Goiânia           | 26 de octubre   |                                                      |                                                      |                                                      |                                                      |                                                      |        |
| 8     | Grande Prêmio de São Paulo         | 30 de noviembre |                                                      |                                                      |                                                      |                                                      |                                                      |        |

### Yamalube R3 bLU cRU Cup América Latina - Categoría Talent
| Ronda | Ronda | Circuito                           | Fecha           | Pole Position                                          | Vuelta rápida                                          | Piloto ganador                                         | Equipo ganador                                         | Constructor                                            | Ref.   |
| ----- | ----- | ---------------------------------- | --------------- | ------------------------------------------------------ | ------------------------------------------------------ | ------------------------------------------------------ | ------------------------------------------------------ | ------------------------------------------------------ | ------ |
| 1     | R1    | Grande Prêmio de Cascavel          | 6 de abril      | Valentín Valor                                         | João Teixeira                                          | Leonardo Marques Barbim                                | Misano Racing Team                                     | Yamaha                                                 | [ 34 ] |
| 1     | R2    | Grande Prêmio de Cascavel          | 6 de abril      | Leonardo Marques Barbim                                | Leonardo Marques Barbim                                | Leonardo Marques Barbim                                | Misano Racing Team                                     | Yamaha                                                 | [ 35 ] |
| 2     | R1    | Grande Prêmio Curvelo              | 18 de mayo      | Cauã Rodrigues                                         | Murilo Gomes                                           | Leonardo Marques Barbim                                | Misano Racing Team                                     | Yamaha                                                 | [ 36 ] |
| 2     | R2    | Grande Prêmio Curvelo              | 18 de mayo      | Leonardo Marques Barbim                                | Heitor Ourinho                                         | Leonardo Marques Barbim                                | Misano Racing Team                                     | Yamaha                                                 | [ 37 ] |
| 3     | R1    | Grande Prêmio de Interlagos        | 8 de junio      | Valentín Valor                                         | Leonardo Marques Barbim                                | Heitor Ourinho                                         | Veronez Racing                                         | Yamaha                                                 |        |
| 3     | R2    | Grande Prêmio de Interlagos        | 8 de junio      | Santiago Gossa                                         | Heitor Ourinho                                         | Heitor Ourinho                                         | Veronez Racing                                         | Yamaha                                                 |        |
| 4     | R1    | Grande Prêmio dos Cristais         | 3 de agosto     | Carreras canceladas por el fallecimiento de Peri Cunha | Carreras canceladas por el fallecimiento de Peri Cunha | Carreras canceladas por el fallecimiento de Peri Cunha | Carreras canceladas por el fallecimiento de Peri Cunha | Carreras canceladas por el fallecimiento de Peri Cunha | [ 39 ] |
| 4     | R2    | Grande Prêmio dos Cristais         | 3 de agosto     | Carreras canceladas por el fallecimiento de Peri Cunha | Carreras canceladas por el fallecimiento de Peri Cunha | Carreras canceladas por el fallecimiento de Peri Cunha | Carreras canceladas por el fallecimiento de Peri Cunha | Carreras canceladas por el fallecimiento de Peri Cunha | [ 40 ] |
| 5     | R1    | Grande Prêmio de Paraná            | 31 de agosto    |                                                        |                                                        |                                                        |                                                        |                                                        |        |
| 5     | R2    | Grande Prêmio de Paraná            | 31 de agosto    |                                                        |                                                        |                                                        |                                                        |                                                        |        |
| 6     | R1    | Grande Prêmio de Santa Cruz do Sul | 5 de octubre    |                                                        |                                                        |                                                        |                                                        |                                                        |        |
| 6     | R2    | Grande Prêmio de Santa Cruz do Sul | 5 de octubre    |                                                        |                                                        |                                                        |                                                        |                                                        |        |
| 7     | R1    | Grande Prêmio de Goiânia           | 26 de octubre   |                                                        |                                                        |                                                        |                                                        |                                                        |        |
| 7     | R2    | Grande Prêmio de Goiânia           | 26 de octubre   |                                                        |                                                        |                                                        |                                                        |                                                        |        |
| 8     | R1    | Grande Prêmio de São Paulo         | 30 de noviembre |                                                        |                                                        |                                                        |                                                        |                                                        |        |
| 8     | R2    | Grande Prêmio de São Paulo         | 30 de noviembre |                                                        |                                                        |                                                        |                                                        |                                                        |        |

### Yamalube R3 bLU cRU Cup América Latina - Categoría PRO
| Ronda | Ronda | Circuito                           | Fecha           | Pole Position                                          | Vuelta rápida                                          | Piloto ganador                                         | Equipo ganador                                         | Constructor                                            | Ref.   |
| ----- | ----- | ---------------------------------- | --------------- | ------------------------------------------------------ | ------------------------------------------------------ | ------------------------------------------------------ | ------------------------------------------------------ | ------------------------------------------------------ | ------ |
| 1     | R1    | Grande Prêmio de Cascavel          | 6 de abril      | Alex Schultz                                           | Wellington Bernardes                                   | Wellington Bernardes                                   | Solaris Motorsport                                     | Yamaha                                                 | [ 41 ] |
| 1     | R2    | Grande Prêmio de Cascavel          | 6 de abril      | Wellington Bernardes                                   | Wellington Bernardes                                   | Bruno Brito                                            | Roma Racing Team                                       | Yamaha                                                 | [ 42 ] |
| 2     | R1    | Grande Prêmio Curvelo              | 18 de mayo      | Bruno Ribeiro                                          | Fabrício Zamperetti                                    | Bruno Ribeiro                                          | Roma Racing Team                                       | Yamaha                                                 | [ 36 ] |
| 2     | R2    | Grande Prêmio Curvelo              | 18 de mayo      | Alex Schultz                                           | Ítalo Santana                                          | Wellington Bernardes                                   | Solaris Motorsport                                     | Yamaha                                                 | [ 37 ] |
| 3     | R1    | Grande Prêmio de Interlagos        | 8 de junio      | Bruno Ribeiro                                          | Juan Mendoza                                           | Juan Mendoza                                           | BG Race Team                                           | Yamaha                                                 |        |
| 3     | R2    | Grande Prêmio de Interlagos        | 8 de junio      | Bruno Ribeiro                                          | Juan Mendoza                                           | Wellington Bernardes                                   | Solaris Motorsport                                     | Yamaha                                                 |        |
| 4     | R1    | Grande Prêmio dos Cristais         | 3 de agosto     | Carreras canceladas por el fallecimiento de Peri Cunha | Carreras canceladas por el fallecimiento de Peri Cunha | Carreras canceladas por el fallecimiento de Peri Cunha | Carreras canceladas por el fallecimiento de Peri Cunha | Carreras canceladas por el fallecimiento de Peri Cunha | [ 44 ] |
| 4     | R2    | Grande Prêmio dos Cristais         | 3 de agosto     | Carreras canceladas por el fallecimiento de Peri Cunha | Carreras canceladas por el fallecimiento de Peri Cunha | Carreras canceladas por el fallecimiento de Peri Cunha | Carreras canceladas por el fallecimiento de Peri Cunha | Carreras canceladas por el fallecimiento de Peri Cunha | [ 45 ] |
| 5     | R1    | Grande Prêmio de Paraná            | 31 de agosto    |                                                        |                                                        |                                                        |                                                        |                                                        |        |
| 5     | R2    | Grande Prêmio de Paraná            | 31 de agosto    |                                                        |                                                        |                                                        |                                                        |                                                        |        |
| 6     | R1    | Grande Prêmio de Santa Cruz do Sul | 5 de octubre    |                                                        |                                                        |                                                        |                                                        |                                                        |        |
| 6     | R2    | Grande Prêmio de Santa Cruz do Sul | 5 de octubre    |                                                        |                                                        |                                                        |                                                        |                                                        |        |
| 7     | R1    | Grande Prêmio de Goiânia           | 26 de octubre   |                                                        |                                                        |                                                        |                                                        |                                                        |        |
| 7     | R2    | Grande Prêmio de Goiânia           | 26 de octubre   |                                                        |                                                        |                                                        |                                                        |                                                        |        |
| 8     | R1    | Grande Prêmio de São Paulo         | 30 de noviembre |                                                        |                                                        |                                                        |                                                        |                                                        |        |
| 8     | R2    | Grande Prêmio de São Paulo         | 30 de noviembre |                                                        |                                                        |                                                        |                                                        |                                                        |        |

### Yamalube R15 bLU cRU Cup América Latina
| Ronda | Circuito                           | Fecha           | Pole Position                                        | Vuelta rápida                                        | Piloto ganador                                       | Equipo ganador                                       | Constructor                                          | Ref.   |
| ----- | ---------------------------------- | --------------- | ---------------------------------------------------- | ---------------------------------------------------- | ---------------------------------------------------- | ---------------------------------------------------- | ---------------------------------------------------- | ------ |
| 1     | Grande Prêmio de Cascavel          | 6 de abril      | Miguel Garcia                                        | Enzo Ximenes                                         | Yan Garcia                                           | Bieffe Racing Team                                   | Yamaha                                               | [ 46 ] |
| 2     | Grande Prêmio Curvelo              | 18 de mayo      | Enzo Ximenes                                         | Enzo Ximenes                                         | Enzo Ximenes                                         | TRAC Team                                            | Yamaha                                               | [ 47 ] |
| 3     | Grande Prêmio de Interlagos        | 8 de junio      | Willian Santos                                       | Enzo Ximenes                                         | Enzo Ximenes                                         | TRAC Team                                            | Yamaha                                               |        |
| 4     | Grande Prêmio dos Cristais         | 3 de agosto     | Carrera cancelada por el fallecimiento de Peri Cunha | Carrera cancelada por el fallecimiento de Peri Cunha | Carrera cancelada por el fallecimiento de Peri Cunha | Carrera cancelada por el fallecimiento de Peri Cunha | Carrera cancelada por el fallecimiento de Peri Cunha | [ 49 ] |
| 5     | Grande Prêmio do Paraná            | 31 de agosto    |                                                      |                                                      |                                                      |                                                      |                                                      |        |
| 6     | Grande Prêmio de Santa Cruz do Sul | 5 de octubre    |                                                      |                                                      |                                                      |                                                      |                                                      |        |
| 7     | Grande Prêmio de Goiânia           | 26 de octubre   |                                                      |                                                      |                                                      |                                                      |                                                      |        |
| 8     | Grande Prêmio de São Paulo         | 30 de noviembre |                                                      |                                                      |                                                      |                                                      |                                                      |        |

## Calificación general

### GP 1000
| Pos. | Rider                        | Moto     | Clase | CAS | CAS | CUR | CUR | INT | INT | CRI | CRI | PAR | PAR | PIR | PIR | MGS | MGS | SPO | SPO | Pts. |
| Pos. | Rider                        | Moto     | Clase | RD1 | RD2 | RD1 | RD2 | RD1 | RD2 | RD1 | RD2 | RD1 | RD2 | RD1 | RD2 | RD1 | RD2 | RD1 | RD2 | Pts. |
| ---- | ---------------------------- | -------- | ----- | --- | --- | --- | --- | --- | --- | --- | --- | --- | --- | --- | --- | --- | --- | --- | --- | ---- |
| 1    | Mauro Passarino              | BMW      | PRO   | 2   | 3   | 6   | 2   | 1   | 1   | C   | C   |     |     |     |     |     |     |     |     | 96   |
| 2    | Ramiro Gandola               | BMW      | PRO   | 1   | 1   | 1   | 1   | 4   | DSQ | C   | C   |     |     |     |     |     |     |     |     | 91   |
| 3    | Théo Manna                   | Kawasaki | PRO   | 4   | 2   | 2   | Ret | 6   | 4   | C   | C   |     |     |     |     |     |     |     |     | 60   |
| 4    | Matthieu Lussiana            | Ducati   | PRO   | 6   | 4   | 3   | DNS | 5   | 3   | C   | C   |     |     |     |     |     |     |     |     | 51   |
| 5    | Sebastián Salom              | BMW      | PRO   | 5   | 6   | Ret | Ret | 2   | 2   | C   | C   |     |     |     |     |     |     |     |     | 48   |
| 6    | Júlio Fortunato              | BMW      | EVO   | 9   | 8   | 10  | 5   | 7   | 5   | C   | C   |     |     |     |     |     |     |     |     | 37   |
| 7    | Diego Hilel                  | BMW      | EVO   |     |     | 8   | 3   | 13  | 9   |     |     |     |     |     |     |     |     |     |     | 26   |
| 8    | Ricardo Fox                  | BMW      | EVO   |     |     | 7   | 4   | 10  | 8   | C   | C   |     |     |     |     |     |     |     |     | 26   |
| 9    | Agustín Donatti              | BMW      | PRO   | 7   | Ret | 4   | Ret | 3   | DSQ | C   | C   |     |     |     |     |     |     |     |     | 22   |
| 10   | Manow Martins                | Kawasaki | EVO   | 8   | 9   | 9   | Ret | DSQ | 6   | C   | C   |     |     |     |     |     |     |     |     | 22   |
| 11   | Joélsu Mitiko                | BMW      | PRO   | 3   | 5   |     |     |     |     |     |     |     |     |     |     |     |     |     |     | 21   |
| 12   | Adolfo Maciel                | BMW      | EVO   | 12  | 7   | Ret | 6   |     |     | C   | C   |     |     |     |     |     |     |     |     | 19   |
| 13   | Gustavo Silveira “Gão”       | Kawasaki | PRO   | 10  | 11  |     |     | 8   | 7   |     |     |     |     |     |     |     |     |     |     | 18   |
| 14   | Eduardo Marques              | Honda    | LGT   | 16  | 10  | 13  | 10  | 16  | 13  | C   | C   |     |     |     |     |     |     |     |     | 15   |
| 15   | Wesley Lima                  | BMW      | LGT   | 14  | 12  | 16  | 12  | 11  | 10  | C   | C   |     |     |     |     |     |     |     |     | 14   |
| 16   | Paulo Grochoski              | BMW      | LGT   |     |     | 14  | 7   | Ret | 12  | C   | C   |     |     |     |     |     |     |     |     | 13   |
| 17   | Eduardo Burr                 | Yamaha   | PRO   | 15  | Ret | 5   | 14  | 9   | Ret |     |     |     |     |     |     |     |     |     |     | 10   |
| 18   | Gleidson Matsubara “Babinha” | BMW      | EVO   | 13  | 14  | 11  | 9   | 14  | 15  | C   | C   |     |     |     |     |     |     |     |     | 10   |
| 19   | Thiago Fonseca               | Kawasaki | LGT   | 19  | 17  | 17  | 8   | 15  | 17  | C   | C   |     |     |     |     |     |     |     |     | 8    |
| 20   | Luís Ferraz                  | BMW      | LGT   | 20  | 16  | 15  | 13  | 12  | 11  |     |     |     |     |     |     |     |     |     |     | 8    |
| 21   | Marcelo Miarelli             | BMW      | LGT   |     |     | 12  | 11  | 17  | 14  | C   | C   |     |     |     |     |     |     |     |     | 7    |
| 22   | Renê Ferreira                | BMW      | LGT   | 11  | 13  | 18  | Wth |     |     |     |     |     |     |     |     |     |     |     |     | 3    |
| 23   | Alex Barbosa                 | BMW      | LGT   | 18  | 15  | NC  | Ret | Ret | 16  | C   | C   |     |     |     |     |     |     |     |     | 1    |
| 24   | Mauro Monstrão               | Kawasaki | LGT   | 17  | 18  |     |     |     |     |     |     |     |     |     |     |     |     |     |     | 0    |
| 25   | Breno Pinto                  | BMW      | EVO   |     |     |     |     | 18  | 18  |     |     |     |     |     |     |     |     |     |     | 0    |
| 26   | William Barros               | Kawasaki | EVO   |     |     |     |     |     |     | C   | C   |     |     |     |     |     |     |     |     | 0    |
| 27   | Jean Toniol                  | BMW      | LGT   |     |     |     |     |     |     | C   | C   |     |     |     |     |     |     |     |     | 0    |
| 28   | Peri Cunha                   | Kawasaki | PRO   |     |     |     |     |     |     | C†  | C†  |     |     |     |     |     |     |     |     | 0    |
| Pos. | Rider                        | Moto     | Clase | CAS | CAS | CUR | CUR | INT | INT | CRI | CRI | PAR | PAR | PIR | PIR | MGS | MGS | SPO | SPO | Pts. |

### Campeonato de Constructores
| Pos. | Rider    | CAS | CAS | CUR | CUR | INT | INT | CRI | CRI | PAR | PAR | PIR | PIR | MGS | MGS | SPO | SPO | Pts. |
| Pos. | Rider    | RD1 | RD2 | RD1 | RD2 | RD1 | RD2 | RD1 | RD2 | RD1 | RD2 | RD1 | RD2 | RD1 | RD2 | RD1 | RD2 | Pts. |
| ---- | -------- | --- | --- | --- | --- | --- | --- | --- | --- | --- | --- | --- | --- | --- | --- | --- | --- | ---- |
| 1    | BMW      | 1   | 1   | 1   | 1   |     |     |     |     |     |     |     |     |     |     |     |     | 80   |
| 2    | Kawasaki | 4   | 2   | 2   | 8   |     |     |     |     |     |     |     |     |     |     |     |     | 48   |
| 3    | Ducati   | 6   | 4   | 3   | DNS |     |     |     |     |     |     |     |     |     |     |     |     | 34   |
| 4    | Honda    | 16  | 10  | 13  | 10  |     |     |     |     |     |     |     |     |     |     |     |     | 12   |
|      | Yamaha   | 15  | Ret | 5   | 14  |     |     |     |     |     |     |     |     |     |     |     |     | 8    |
| Pos. | Rider    | CAS | CAS | CUR | CUR | INT | INT | CRI | CRI | PAR | PAR | PIR | PIR | MGS | MGS | SPO | SPO | Pts. |

### GP 600
| Pos. | Rider              | Moto     | Clase | CAS | CUR | INT | CRI | PAR | PIR | MGS | SPO | Pts. |
| ---- | ------------------ | -------- | ----- | --- | --- | --- | --- | --- | --- | --- | --- | ---- |
| 1    | Alex Oliveira      | Kawasaki | PRO   | 2   | 2   | 4   | C   |     |     |     |     | 55   |
| 2    | Humberto Maier     | Yamaha   | PRO   | 1   |     | 1   | C   |     |     |     |     | 53   |
| 3    | João Fascinelli    | Kawasaki | PRO   | 5   | 1   | 7   | C   |     |     |     |     | 46   |
| 4    | Ricieri Luvizotto  | Triumph  | PRO   | 4   | 3   | 3   | C   |     |     |     |     | 45   |
| 5    | Emilio Lancioni    | Honda    | PRO   | 3   | 4   |     | C   |     |     |     |     | 29   |
| 6    | Flávio Trevizan    | Kawasaki | MAS   | 7   | 6   | 8   | C   |     |     |     |     | 28   |
| 7    | Guto Figueiredo    | Kawasaki | MAS   | 8   | 5   | 10  | C   |     |     |     |     | 26   |
| 8    | Kevin Fontainha    | Yamaha   | PRO   |     |     | 2   | C   |     |     |     |     | 20   |
| 9    | Antony Mendes      | Kawasaki | LGT   | 10  | 13  | 6   | C   |     |     |     |     | 20   |
| 10   | Hilton Loureiro    | Kawasaki | MAS   | 9   | 8   | 18  | C   |     |     |     |     | 16   |
| 11   | Gérson Caleb Daza  | Kawasaki | LGT   | 12  | 11  | 12  | C   |     |     |     |     | 13   |
| 12   | Pedro Foroni       | Kawasaki | PRO   | DNS |     | 5   | C   |     |     |     |     | 11   |
| 13   | Vaguiner Trindade  | Kawasaki | LGT   | 18  | 7   | 15  | C   |     |     |     |     | 10   |
| 14   | Marcos Fortunato   | Triumph  | LGT   | 11  | 16  | 11  | C   |     |     |     |     | 10   |
| 15   | Marcos Kawasaki    | Kawasaki | MAS   | 14  | 9   | 17  |     |     |     |     |     | 9    |
| 16   | Luka Veríssimo     | Honda    | LGT   |     |     | 9   |     |     |     |     |     | 7    |
| 17   | Diego Haddad       | Triumph  | LGT   | 6   | Ret |     | C   |     |     |     |     | 6    |
| 18   | Iovandes Natural   | Triumph  | LGT   | 16  | 10  | 19  |     |     |     |     |     | 6    |
| 19   | Paulo Foroni       | Triumph  | MAS   | 15  | 15  | 13  | C   |     |     |     |     | 5    |
| 20   | Pablo Nunes Moysés | Yamaha   | MAS   | DNQ | 12  | 16  |     |     |     |     |     | 4    |
| 21   | Emilio Anthony     | Kawasaki | LGT   |     | 14  | 14  |     |     |     |     |     | 4    |
| 22   | William Maik       | Kawasaki | LGT   | 13  |     | Ret | C   |     |     |     |     | 3    |
| 23   | Edson Dionízio     | Kawasaki | LGT   |     | 17  |     | C   |     |     |     |     | 0    |
| 24   | Guilherme Krampe   | Kawasaki | LGT   | 17  |     |     |     |     |     |     |     | 0    |
| 25   | Ricardo Fox        | Triumph  | PRO   | Ret |     | Ret | C   |     |     |     |     | 0    |
| 26   | Régis Santos       | Kawasaki | MAS   |     |     |     | C   |     |     |     |     | 0    |
| 27   | Juan Viera         | Yamaha   | LGT   |     |     |     | C   |     |     |     |     | 0    |
| 28   | Gustavo Ceccarelli | Kawasaki | MAS   |     |     |     | C   |     |     |     |     | 0    |
| 29   | Daniel de Paiva    | Kawasaki | LGT   |     |     |     | C   |     |     |     |     | 0    |
| 30   | Fernando Silva     | Kawasaki | MAS   |     |     |     | C   |     |     |     |     | 0    |
| Pos. | Rider              | Moto     | Clase | CAS | CUR | INT | CRI | PAR | PIR | MGS | SPO | Pts. |

### Campeonato de Constructores
| Pos. | Rider    | CAS | CUR | INT | CRI | PAR | PIR | MGS | SPO | PAR | Pts. |
| ---- | -------- | --- | --- | --- | --- | --- | --- | --- | --- | --- | ---- |
| 1    | Kawasaki | 2   | 1   |     |     |     |     |     |     |     | 45   |
| 2    | Yamaha   | 1   | 12  |     |     |     |     |     |     |     | 29   |
| 3    | Honda    | 3   | 4   |     |     |     |     |     |     |     | 29   |
| 4    | Triumph  | 4   | 3   |     |     |     |     |     |     |     | 29   |
| Pos. | Rider    | CAS | CUR | INT | CRI | PAR | PIR | MGS | SPO | PAR | Pts. |

### Motul 300V Cup
| Pos. | Rider                     | Moto   | Clase | CAS | CUR | INT | CRI | PAR | PIR | MGS | SPO | Pts. |
| ---- | ------------------------- | ------ | ----- | --- | --- | --- | --- | --- | --- | --- | --- | ---- |
| 1    | Cauã Nunes Rocha          | Yamaha | PRO   | 1   | 1   | 2   | C   |     |     |     |     | 74   |
| 2    | Vladimir Corrêa           | Yamaha | MAS   | 2   | 2   | 3   | C   |     |     |     |     | 56   |
| 3    | Helena Oregana            | Yamaha | PRO   | 3   | 4   | 5   | C   |     |     |     |     | 41   |
| 4    | Alex Bernardes            | Yamaha | PRO   | 7   | 3   | 4   | C   |     |     |     |     | 39   |
| 5    | Júnio Bereta              | Yamaha | MAS   | 5   | 5   | 7   | C   |     |     |     |     | 31   |
| 6    | Júnio Nascimento          | Yamaha | MAS   | 6   | 6   | 6   | C   |     |     |     |     | 30   |
| 7    | Gustavo Viana             | Yamaha | PRO   |     |     | 1   | C   |     |     |     |     | 25   |
| 8    | Fany Fontegno             | Yamaha | PRO   | 10  | 9   | 11  |     |     |     |     |     | 18   |
| 9    | Ayres Filho               | Yamaha | MAS   |     | 7   | 9   | C   |     |     |     |     | 16   |
| 10   | Douglas Russo             | Yamaha | MAS   | 9   | 11  | 13  | C   |     |     |     |     | 15   |
| 11   | Diego Haddad              | Yamaha | MAS   | 4   | Ret |     | C   |     |     |     |     | 13   |
| 12   | Kadu Araújo da Silva      | Yamaha | PRO   |     | 8   | 12  | C   |     |     |     |     | 12   |
| 13   | Jordan Lacerda            | Yamaha | PRO   |     |     | 8   | C   |     |     |     |     | 8    |
| 14   | Jonathas Galvão           | Yamaha | PRO   | 8   |     |     |     |     |     |     |     | 8    |
| 15   | Wilson Chefinho           | Yamaha | MAS   |     | 10  | 16  |     |     |     |     |     | 6    |
| 16   | Willians Piuí             | Yamaha | MAS   |     |     | 10  | C   |     |     |     |     | 6    |
| 17   | Elton Azevedo             | Yamaha | MAS   | Ret | 12  | 15  | C   |     |     |     |     | 5    |
| 18   | Mariana Bubulla Francatto | Yamaha | PRO   |     | 13  |     |     |     |     |     |     | 3    |
| 19   | Arnau Martínez            | KTM    | PRO   | DNQ | 14  | 17  | C   |     |     |     |     | 2    |
| 20   | Matheus Silva             | Yamaha | PRO   | Ret |     | 14  | C   |     |     |     |     | 2    |
| 21   | Lorenzo Venutti           | KTM    | PRO   | DNS | 15  | Ret | C   |     |     |     |     | 1    |
| 22   | Raphael Motta             | Yamaha | MAS   |     | 16  |     |     |     |     |     |     | 0    |
| 23   | Gustavo Turner            | Yamaha | PRO   |     | 17  |     |     |     |     |     |     | 0    |
| 24   | Nay Fontegno              | Yamaha | MAS   |     |     | 18  |     |     |     |     |     | 0    |
| 25   | Alexandre El Toro         | Yamaha | MAS   |     |     |     | C   |     |     |     |     | 0    |
| 26   | Dudu Camilo               | Yamaha | PRO   |     |     |     | C   |     |     |     |     | 0    |
| Pos. | Rider                     | Moto   | Clase | CAS | CUR | INT | CRI | PAR | PIR | MGS | SPO | Pts. |

### Campeonato de Constructores
| Pos. | Rider  | CAS | CUR | INT | CRI | PAR | PIR | MGS | SPO | PAR | Pts. |
| ---- | ------ | --- | --- | --- | --- | --- | --- | --- | --- | --- | ---- |
| 1    | Yamaha | 1   | 1   |     |     |     |     |     |     |     | 50   |
| 2    | KTM    | DNS | 14  |     |     |     |     |     |     |     | 2    |
| Pos. | Rider  | CAS | CUR | INT | CRI | PAR | PIR | MGS | SPO | PAR | Pts. |

### Triumph Daytona 660 Cup
| Pos. | Rider                     | Moto    | Clase | CAS | CUR | INT | CRI | PAR | PIR | MGS | SPO | Pts. |
| ---- | ------------------------- | ------- | ----- | --- | --- | --- | --- | --- | --- | --- | --- | ---- |
| 1    | Pedro Balla               | Triumph | CUP   | Ret | 1   | 1   | C   |     |     |     |     | 55   |
| 2    | Cauã Rodrigues            | Triumph | CUP   | 5   | 2   | 2   |     |     |     |     |     | 52   |
| 3    | Kaká Fumaça               | Triumph | CUP   | 1   | 8   | 3   |     |     |     |     |     | 49   |
| 4    | Léo Henry                 | Triumph | CUP   | 2   | 3   | 21  | C   |     |     |     |     | 36   |
| 5    | Fabricio Zamperetti       | Triumph | LGT   | 7   | 5   | 5   |     |     |     |     |     | 31   |
| 6    | João Fascinelli           | Triumph | CUP   | 4   | 4   | DSQ |     |     |     |     |     | 26   |
| 7    | Cauã Buzo                 | Triumph | CUP   | Ret | 6   | 4   | C   |     |     |     |     | 23   |
| 8    | Thiago Rivera             | Triumph | LGT   | 13  | 7   | 7   | C   |     |     |     |     | 21   |
| 9    | Welber Barros             | Triumph | CUP   | 6   | 13  | 10  |     |     |     |     |     | 19   |
| 10   | Lucas Bessa               | Triumph | CUP   | 9   | 12  | 8   | C   |     |     |     |     | 19   |
| 11   | Alexandre Colorado        | Triumph | CUP   | 8   | Ret | 6   | C   |     |     |     |     | 18   |
| 12   | Flávio Trevizan           | Triumph | LGT   | 11  | 9   | 11  | C   |     |     |     |     | 17   |
| 13   | Hebert Pereira            | Triumph | CUP   | 3   |     | 22  |     |     |     |     |     | 16   |
| 14   | Maurício Cassiano Marques | Triumph | LGT   | 10  | 14  | 9   | C   |     |     |     |     | 15   |
| 15   | Cleber Araújo             | Triumph | LGT   | 14  | 10  | 12  | C   |     |     |     |     | 12   |
| 16   | Geovani Batalha           | Triumph | LGT   | 16  | 11  | 19  | C   |     |     |     |     | 5    |
| 17   | Vicente Flores Arteaga    | Triumph | LGT   | 12  | 18  | 15  | C   |     |     |     |     | 5    |
| 18   | Olimpio Antonio Filho     | Triumph | LGT   | 15  | 17  | 14  | C   |     |     |     |     | 3    |
| 19   | Ayres Filho               | Triumph | LGT   | 20  |     | 13  | C   |     |     |     |     | 3    |
| 20   | Tiago Crespo              | Triumph | LGT   | 17  | 15  | 17  | C   |     |     |     |     | 1    |
| 21   | Anderson Felipe           | Triumph | LGT   | 18  | Ret | 16  | C   |     |     |     |     | 0    |
| 22   | Lincoln Camilo            | Triumph | LGT   | 19  | 16  | 18  | C   |     |     |     |     | 0    |
| 23   | Rafael Yashiki Capua      | Triumph | LGT   | 22  | 19  | 23  | C   |     |     |     |     | 0    |
| 24   | Beto Mendes               | Triumph | LGT   | 21  | 20  | 20  |     |     |     |     |     | 0    |
| 25   | Abel Sauerbronn           | Triumph | LGT   |     |     | Ret |     |     |     |     |     | 0    |
| Pos. | Rider                     | Moto    | Clase | CAS | CUR | INT | CRI | PAR | PIR | MGS | SPO | Pts. |

### Yamalube R3 bLU cRU Cup South America - Categoría Talent
| Pos. | Rider                   | Moto   | Clase | CAS | CAS | CUR | CUR | INT | INT | CRI | CRI | PAR | PAR | PIR | PIR | MGS | MGS | SPO | SPO | Pts. |
| Pos. | Rider                   | Moto   | Clase | RD1 | RD2 | RD1 | RD2 | RD1 | RD2 | RD1 | RD2 | RD1 | RD2 | RD1 | RD2 | RD1 | RD2 | RD1 | RD2 | Pts. |
| ---- | ----------------------- | ------ | ----- | --- | --- | --- | --- | --- | --- | --- | --- | --- | --- | --- | --- | --- | --- | --- | --- | ---- |
| 1    | Leonardo Marques Barbim | Yamaha | TLT   | 1   | 1   | 1   | 1   | 3   | Ret | C   | C   |     |     |     |     |     |     |     |     | 116  |
| 2    | Heitor Ourinho          | Yamaha | TLT   | 7   | 3   | 4   | 3   | 1   | 1   | C   | C   |     |     |     |     |     |     |     |     | 104  |
| 3    | Cauã Rodrigues          | Yamaha | TLT   | 17  | Ret | 2   | 2   | 2   | 4   | C   | C   |     |     |     |     |     |     |     |     | 73   |
| 4    | Murilo Gomes            | Yamaha | TLT   | 4   | 2   | 3   | 4   | 20  | 6   | C   | C   |     |     |     |     |     |     |     |     | 72   |
| 5    | João Teixeira           | Yamaha | TLT   | 2   | 4   | 7   | 6   | 5   | Ret | C   | C   |     |     |     |     |     |     |     |     | 63   |
| 6    | Valentín Valor          | Yamaha | TLT   | 3   | 6   | 5   | 5   | 11  | 7   | C   | C   |     |     |     |     |     |     |     |     | 62   |
| 7    | Jerónimo González       | Yamaha | TLT   | 6   | 12  | 11  | 13  | 6   | 2   | C   | C   |     |     |     |     |     |     |     |     | 52   |
| 8    | Matías Sebastián        | Yamaha | TLT   | DSQ | 5   | 10  | 7   | 4   | 5   | C   | C   |     |     |     |     |     |     |     |     | 50   |
| 9    | Santiago Gossa          | Yamaha | TLT   | 5   | 10  | 12  | 10  | 10  | 3   |     |     |     |     |     |     |     |     |     |     | 49   |
| 10   | Vítor Hugo              | Yamaha | TLT   | 9   | 9   | 6   | 9   | 8   | 10  | C   | C   |     |     |     |     |     |     |     |     | 45   |
| 11   | Valentino Milone        | Yamaha | TLT   | 10  | 11  | 8   | 8   | 7   | 11  | C   | C   |     |     |     |     |     |     |     |     | 41   |
| 12   | Gustavo Viana           | Yamaha | TLT   | 14  | 7   | 15  | 14  | 9   | 8   | C   | C   |     |     |     |     |     |     |     |     | 29   |
| 13   | Cauã Nunes Rocha        | Yamaha | TLT   | 11  | 8   | 9   | 11  | 19  | 15  | C   | C   |     |     |     |     |     |     |     |     | 26   |
| 14   | Guilherme Baron         | Yamaha | TLT   | 12  | 14  | 14  | 12  | 15  | 13  | C   | C   |     |     |     |     |     |     |     |     | 16   |
| 15   | Benjamín Peralta        | Yamaha | TLT   | 13  | 13  | 16  | 18  | 14  | 9   | C   | C   |     |     |     |     |     |     |     |     | 15   |
| 16   | José María Plaja        | Yamaha | TLT   | 8   | 18  | 17  | 16  | 13  | DSQ | C   | C   |     |     |     |     |     |     |     |     | 11   |
| 17   | Ignácio Lemos           | Yamaha | TLT   |     |     |     |     | 12  | 12  | C   | C   |     |     |     |     |     |     |     |     | 8    |
| 18   | Patrício Celi           | Yamaha | TLT   | Ret | 15  | 13  | 15  | 17  | 14  | C   | C   |     |     |     |     |     |     |     |     | 7    |
| 19   | Gustavo Moronari        | Yamaha | TLT   | 15  | 17  | Ret | 20  | 21  | 17  | C   | C   |     |     |     |     |     |     |     |     | 1    |
| 20   | Gustavo Monis           | Yamaha | TLT   | 16  | 16  | 18  | 17  | 16  | DSQ | C   | C   |     |     |     |     |     |     |     |     | 0    |
| 21   | Pedro Matuti            | Yamaha | TLT   | 18  | Ret | 19  | 19  | 18  | 16  | C   | C   |     |     |     |     |     |     |     |     | 0    |
| 22   | Cristóbal Carreño       | Yamaha | TLT   |     |     |     |     |     |     | C   | C   |     |     |     |     |     |     |     |     | 0    |
| Pos. | Rider                   | Moto   | Clase | CAS | CAS | CUR | CUR | INT | INT | CRI | CRI | PAR | PAR | PIR | PIR | MGS | MGS | SPO | SPO | Pts. |

### Yamalube R3 bLU cRU Cup América Latina - Categoría PRO
| Pos. | Rider                | Moto   | Clase | CAS | CAS | CUR | CUR | INT | INT | CRI | CRI | PAR | PAR | PIR | PIR | MGS | MGS | SPO | SPO | Pts. |
| Pos. | Rider                | Moto   | Clase | RD1 | RD2 | RD1 | RD2 | RD1 | RD2 | RD1 | RD2 | RD1 | RD2 | RD1 | RD2 | RD1 | RD2 | RD1 | RD2 | Pts. |
| ---- | -------------------- | ------ | ----- | --- | --- | --- | --- | --- | --- | --- | --- | --- | --- | --- | --- | --- | --- | --- | --- | ---- |
| 1    | Wellington Bernardes | Yamaha | PRO   | 1   | 2   | 2   | 1   | 2   | 1   | C   | C   |     |     |     |     |     |     |     |     | 135  |
| 2    | Bruno Ribeiro        | Yamaha | PRO   | 3   | 6   | 1   | 3   | 3   | 2   | C   | C   |     |     |     |     |     |     |     |     | 103  |
| 3    | Fabrício Zamperetti  | Yamaha | PRO   | 5   | 5   | 3   | 2   | 4   | 4   | C   | C   |     |     |     |     |     |     |     |     | 84   |
| 4    | Alex Schultz         | Yamaha | PRO   | 2   | 4   | 4   | 4   | 6   | 7   | C   | C   |     |     |     |     |     |     |     |     | 78   |
| 5    | Jonas Vieira         | Yamaha | PRO   | 4   | 3   | 5   | 5   | 11  | 5   | C   | C   |     |     |     |     |     |     |     |     | 67   |
| 6    | Bruno Brito          | Yamaha | PRO   | 10  | 1   | 10  | 9   | 5   | 6   | C   | C   |     |     |     |     |     |     |     |     | 65   |
| 7    | Marcelo Borghesi     | Yamaha | PRO   | 7   | 7   | 8   | 7   | 9   | 11  | C   | C   |     |     |     |     |     |     |     |     | 47   |
| 8    | Ítalo Santana        | Yamaha | PRO   | 8   | 9   | 6   | 6   | 13  | 9   | C   | C   |     |     |     |     |     |     |     |     | 45   |
| 9    | Juan Mendoza         | Yamaha | PRO   |     |     |     |     | 1   | 3   | C   | C   |     |     |     |     |     |     |     |     | 41   |
| 10   | Frank Carreño        | Yamaha | PRO   | 14  | 10  | 7   | 10  | 8   | 8   | C   | C   |     |     |     |     |     |     |     |     | 39   |
| 11   | Evandro Neder        | Yamaha | PRO   | 9   | 12  | 13  | 13  | 12  | 13  | C   | C   |     |     |     |     |     |     |     |     | 24   |
| 12   | Cristiano Cabral     | Yamaha | PRO   | 6   | 11  | 19  | 15  | 10  | 17  | C   | C   |     |     |     |     |     |     |     |     | 22   |
| 13   | Raphael Lopes        | Yamaha | PRO   | 13  | Ret | 9   | 8   | 16  | 15  | C   | C   |     |     |     |     |     |     |     |     | 19   |
| 14   | Édson Barreto        | Yamaha | PRO   | 11  | 15  | 12  | 11  | 14  | 16  | C   | C   |     |     |     |     |     |     |     |     | 17   |
| 15   | Júnio Bereta         | Yamaha | PRO   | 15  | 13  | 11  | 12  | 17  | 12  | C   | C   |     |     |     |     |     |     |     |     | 17   |
| 16   | Caio Baldoíno        | Yamaha | PRO   |     |     |     |     | 7   | 10  |     |     |     |     |     |     |     |     |     |     | 15   |
| 17   | Sebastián Zaffanella | Yamaha | PRO   | 12  | 8   |     |     |     |     | C   | C   |     |     |     |     |     |     |     |     | 12   |
| 18   | Thiago Gonçalves     | Yamaha | PRO   | Ret | 16  | 18  | 14  | 15  | 14  | C   | C   |     |     |     |     |     |     |     |     | 5    |
| 19   | Alex Fernandes       | Yamaha | PRO   | NC  | 14  | 14  | 16  | 19  | 19  |     |     |     |     |     |     |     |     |     |     | 4    |
| 20   | Thiago Crespo        | Yamaha | PRO   |     |     | 15  | 20  | 20  | Ret | C   | C   |     |     |     |     |     |     |     |     | 1    |
| 21   | Nathália Ochoa       | Yamaha | PRO   | 17  | 18  | 16  | 17  | 18  | 18  | C   | C   |     |     |     |     |     |     |     |     | 0    |
| 22   | Elvis Machado        | Yamaha | PRO   | 16  | 17  |     |     |     |     |     |     |     |     |     |     |     |     |     |     | 0    |
| 23   | Hassen David         | Yamaha | PRO   |     |     | 17  | 18  |     |     | C   | C   |     |     |     |     |     |     |     |     | 0    |
| 24   | Iván López           | Yamaha | PRO   | Ret | DNS | 20  | 19  |     |     |     |     |     |     |     |     |     |     |     |     | 0    |
| Pos. | Rider                | Moto   | Clase | CAS | CAS | CUR | CUR | INT | INT | CRI | CRI | PAR | PAR | PIR | PIR | MGS | MGS | SPO | SPO | Pts. |

### Yamalube R15 bLU cRU Cup América Latina
| Pos. | Rider             | Moto   | Clase | CAS | CUR | INT | CRI | PAR | PIR | MGS | SPO | Pts. |
| ---- | ----------------- | ------ | ----- | --- | --- | --- | --- | --- | --- | --- | --- | ---- |
| 1    | Enzo Ximenes      | Yamaha | PRO   | 5   | 1   | 1   | C   |     |     |     |     | 61   |
| 2    | Yan Garcia        | Yamaha | PRO   | 1   | 2   | 3   | C   |     |     |     |     | 61   |
| 3    | Miguel Garcia     | Yamaha | PRO   | 3   | 4   | 2   | C   |     |     |     |     | 49   |
| 4    | Willian Santos    | Yamaha | PRO   | 2   | 3   | Ret | C   |     |     |     |     | 36   |
| 5    | Murilo Miwa       | Yamaha | PRO   | 4   | 5   | 6   | C   |     |     |     |     | 34   |
| 6    | Kaio de Luca      | Yamaha | PRO   | 7   | 9   | 5   | C   |     |     |     |     | 27   |
| 7    | Cauã Santos       | Yamaha | PRO   | 6   | 7   | 10  |     |     |     |     |     | 25   |
| 8    | Cristóbal Carreño | Yamaha | PRO   | Ret | 6   | 4   |     |     |     |     |     | 23   |
| 9    | Cristóbal Riveros | Yamaha | PRO   | 8   | 11  | 7   | C   |     |     |     |     | 22   |
| 10   | Pedro Ferreira    | Yamaha | PRO   | 9   | 8   | 9   | C   |     |     |     |     | 22   |
| 11   | Enzo Laranjeira   | Yamaha | PRO   | NC  | 12  | 8   | C   |     |     |     |     | 12   |
| 12   | Bernardo Franzino | Yamaha | PRO   | Ret | Ret | 11  | C   |     |     |     |     | 5    |
| 13   | Pedro Melo        | Yamaha | PRO   | Ret | Ret | 12  | C   |     |     |     |     | 4    |
| 14   | Matías Alvarez    | Yamaha | PRO   | Ret | 13  | Ret | C   |     |     |     |     | 3    |
| 15   | Kauan Henryque    | Yamaha | PRO   |     |     | 13  | C   |     |     |     |     | 3    |
| Pos. | Rider             | Moto   | Clase | CAS | CUR | INT | CRI | PAR | PIR | MGS | SPO | Pts. |

### Sistema de puntuación
Es lícito descartar los tres peores resultados de la temporada.
| Puntuación | 1° | 2° | 3° | 4° | 5° | 6° | 7° | 8° | 9° | 10° | 11° | 12° | 13° | 14° | 15° |
| ---------- | -- | -- | -- | -- | -- | -- | -- | -- | -- | --- | --- | --- | --- | --- | --- |
| Carrera    | 25 | 20 | 16 | 13 | 11 | 10 | 9  | 8  | 7  | 6   | 5   | 4   | 3   | 2   | 1   |

## Cobertura televisiva
Las Carreras de lo Campeonato Brasileño de Superbikes se transmiten por Televisión por Cable incluyendo: ESPN, Fox Sports, Movistar+, CBS Sports y NBC Sports. 

### Cobertura en Brasil
| Transmissão | Transmissão                    |
| ----------- | ------------------------------ |
| SporTV      | Narração: Eugênio Rizzardo     |
| SporTV      | Narração: Rogério Rockenbach   |
| SporTV      | Comentários: Pedro Della Corte |
| SporTV      | Comentários: Karen Battaglia   |

| Transmissão | Transmissão                      |
| ----------- | -------------------------------- |
| Band        | Narração: Eduardo Vaz            |
| Band        | Narração: Márcio Possamai        |
| Band        | Comentários: Gilberto Bertarello |
| Band        | Comentários: Ana Coser Mazutti   |

| Transmissão | Transmissão                         |
| ----------- | ----------------------------------- |
| BandSports  | Narração: Celso Miranda             |
| BandSports  | Narração: Gian Calabrese            |
| BandSports  | Comentários: Robson Amaral          |
| BandSports  | Comentários: Claudia Refatti Benato |

| Transmissão | Transmissão                   |
| ----------- | ----------------------------- |
| YouTube     | Narração: Octávio Muniz       |
| YouTube     | Narração: Thiago Fabris       |
| YouTube     | Comentários: Ivar Castagnetti |
| YouTube     | Comentários: Henrique Gava    |

### Otros países
- Colombia: RCN Televisión y RCN HD2
- Portugal: Sport TV
- Reino Unido: BT Sport
- Canadá: Sportsnet
- España: Movistar+
- Hispanoamérica: ESPN y Star+

### Enlaces de transmisión
| Internet (Global) |
| ----------------- |
| YouTube           |
| Motorsport.tv     |
| Facebook          |
| Zoome             |
| Catve.com         |
| Auto Videos       |
| Twitch            |